# Hamulec

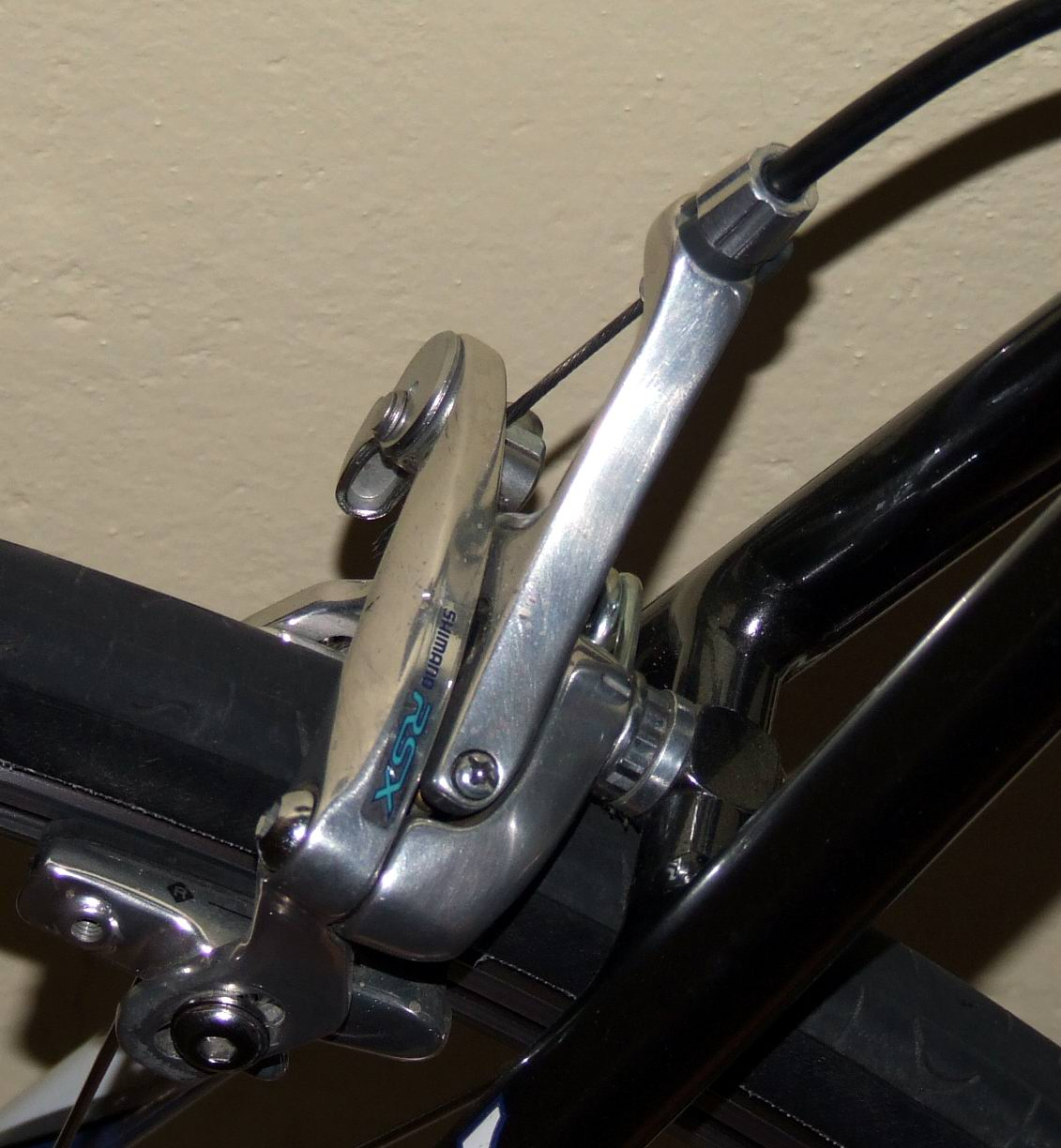
Hamulec rowerowy Shimano RSX

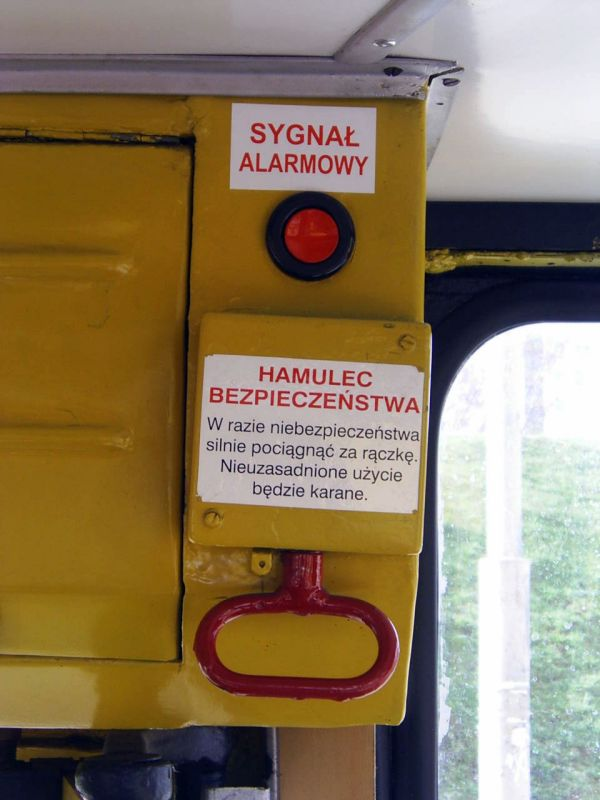
Hamulec bezpieczeństwa w tramwaju.

Hamulec – urządzenie mechaniczne służące do:
1. zmniejszania prędkości, lub zatrzymywania ruchomych, najczęściej obrotowych, elementów mechanizmów, lub maszyn – hamulec zatrzymujący
2. trzymania elementów mechanizmów, lub maszyn nieruchomo, lub pozwalania im się obracać w pewnych sytuacjach – hamulec luzujący
3. skalowania obciążania maszyny w celu symulowania zewnętrznego obciążenia – hamulec pomiarowy lub hamownia[1]

Działanie hamulców polega na przejęciu części, lub całości energii kinetycznej urządzenia i rozproszeniu jej. W układach napędowych z rekuperacją energii energia hamowania jest przetwarzana w inną formę energii (energia elektryczna, energia hydrauliczna, lub energia mechaniczna) i składowana w odpowiednim akumulatorze do późniejszego wykorzystania. W takich układach rolę hamulca przejmuje generator prądu, pompa lub przekładnia.
Hamulec wraz z układem sterowania tworzy układ hamulcowy.

## Podział hamulców maszynowych[1]
Hamulce maszynowe dzieli się na:
- hamulce cierne
- hamulce elektryczne
- hamulce hydrauliczne
- hamulce pneumatyczne